# Потраживања домородачке земље у Канади
Потраживања домородачке земље у Канади (енгл. Indigenous land claims in Canada). „Аутохтони народи у Канади” захтевају да канадска влада поштује њихова права на земљу и њихове абориџинске титуле. Ови нерешени земљишни захтеви су нека од главних политичких питања са којима се аутохтони народи данас суочавају.
Влада Канаде је 1973. године почела да признаје домородачке земљишне захтеве. Федерална политика је поделила захтеве у две категорије: свеобухватна потраживања и посебна потраживања. Свеобухватни захтеви се односе на права староседелаца Метиса, првих нација и инуитских заједница које нису потписале уговоре са владом Канаде. Конкретне тужбе, с друге стране, подносе заједнице Првих нација због кршења Уговора о бројевима од стране Канаде, Индијанског закона или било којег другог споразума између Круне и Првих нација.

## Основни захтеви
„Основни захтеви” су захтеви о титули Абориџина од стране староседелачких група над својим земљама и територијама. Након одлуке Калдера из 1973. године, у којој је постојање абориџинске титуле први пут признато на канадским судовима, канадска влада је применила Свеобухватну политику потраживања земљишта. Кроз овај процес се сада преговара о захтевима, са циљем потписивања модерног уговора којим се потврђује канадски суверенитет над уступљеним домородачким земљама.
Први покренути захтев за земљиште био је Џејмс Беј и северно Квебекчки споразум из 1975. године, који је потписан од стране инуита из Нунавика, Кри Ију Истчиа, владе Квебека и савезне владе као одговор на Џејмс Беј пројекат, који се односи се на изградњу низа хидроелектрана на реци Ла Гранд у северозападном Квебеку. Од 2017. потписано је укупно 25 нових уговора, а 140 староседелачких група је у процесу преговора о свеобухватном захтеву са савезном владом.

## Конкретни захтеви
Конкретни захтеви су дуготрајни спорови о земљишним захтевима који се односе на правне обавезе Канаде према аутохтоним заједницама. Они се односе на управљање земљом и другом имовином Првих нација од стране Владе Канаде, или кршењем уговорних обавеза или било ког другог споразума између Првих нација и Круне од стране владе Канаде. Они такође могу укључивати лоше управљање или злоупотребу моћи аутохтоних земљишта или имовине од стране Круне према Индијанском закону. Они су засновани на законским обавезама Круне према првим нацијама. Прве нације не могу да користе титуле Абориџина или казнену одштету као основу својих захтева.
Влада Канаде обично решава специфичне захтеве преговарањем о новчаној надокнади за кршење са владом племена, а заузврат захтевају укидање права прве нације на дотично земљиште.